# Сборная Японии по теннису в Кубке Билли Джин Кинг
Сборная Японии в Кубке Федерации (яп. フェドカップ日本代表) — национальная женская сборная команда Японии в Кубке Федерации (с 2020 года Кубок Билли Джин Кинг), основном профессиональном женском теннисном турнире на уровне национальных сборных. Полуфиналистка кубка 1996 года.

## История
Сборная Японии участвует в розыгрыше Кубка Федерации с 1964 года — второго года проведения этого турнира. После поражений в первом круге в 1964 и 1965 году японская сборная на четыре года прервала участие в Кубке Федерации, вернувшись туда только в 1970 году. Большую часть времени начиная с этого момента японская команда провела либо в высшем дивизионе соревнования — Мировой группе, либо в непосредственной борьбе за участие в ней. За 70-е годы японки несколько раз (в 1970, 1972, 1974 и 1975 годах) выигрывали квалификационный турнир Мировой группы, ещё раз повторив этот результат в 1984 году.
В 1996 году японская сборная добилась лучшего результата своей истории, когда вышла в полуфинал Мировой группы после победы над командой Германии. Это был первый год проведения Мировой группы в формате, рассчитанном только на 8 команд, и для попадания в полуфинал достаточно было выиграть одну встречу, что и сделали Кимико Датэ, Ай Сугияма и Кёко Нагацука, переиграв соперниц из Германии с общим счётом 3:2 (Датэ выиграла обе встречи в одиночном разряде, в том числе у Штеффи Граф, а Сугияма и Нагацука — решающую парную игру; четвёртая участница сборной, Наоко Савамацу, проиграла обе своих встречи Граф и Анке Хубер). Уже на следующий год, однако, проиграв француженкам и американкам, японская сборная покинула Мировую группу, а в 1999 году вылетела и из II Мировой группы.
В 2004 году японскую команду вернули в Мировую группу Синобу Асагоэ и Ай Сугияма, обеспечившие ей досрочные победы над командами Таиланда и Швеции. Японки оставались в Мировой группе (или во II Мировой группе) до 2009 года, когда снова выбыли в I Азиатско-тихоокеанскую группу после поражений от Сербии и Польши. В 2011 году Аюми Морита с Мисаки Дои вновь вернула свою команду во II Мировую группу, а через год с Кимико Датэ-Крумм — и в высший дивизион, где, однако, японки не сумели задержаться, хотя и были близки к выигрышу в первом круге у будущих финалисток — командой России после двух побед Мориты, «показывающей свой лучший теннис», над Екатериной Макаровой и Еленой Весниной.

## Рекорды и статистика
Сборная Японии является соавтором рекордных для Кубка Федерации показателей по таким критериям, как число геймов в матче (162), игре (54) и сете (32). Эти рекорды установлены в матче Мировой группы 1997 года со сборной Франции.
- Сезонов в Кубке Федерации — 52 (с 1964 года)
  - Из них в Мировой группе — 30 (12—27)
- Самая длинная серия побед — 7 (2011-2012, включая победы над командами Тайваня, Казахстана, Южной Кореи, Узбекистана, Аргентины, Словении и Бельгии и выход из I Азиатско-Тихоокеанской группы в Мировую группу)
- Самая крупная победа — 5:0 по играм, 10:1 по сетам, 64:34 по геймам ( Япония —  Австрия, 2006)
- Самый длинный матч — 9 часов 21 минута ( Япония —  Беларусь 2:3, 2015)
  - Наибольшее количество геймов в матче — 162 ( Япония —  Франция 1:4, 1997)
- Самая длинная игра — 3 часа 39 минут ( Мария Иригойен —  Куруми Нара 6-77 6-4 6-4, 2014)
  - Наибольшее количество геймов в игре — 54 ( Наоко Савамацу —  Натали Тозья 5-7 6-4 15-17, 1997)
- Наибольшее количество геймов в сете — 32 ( Наоко Савамацу —  Натали Тозья 5-7 6-4 15-17, 1997)

- Наибольшее число сезонов в сборной — 12 (Ай Сугияма)
- Наибольшее количество матчей — 30 (Кадзуко Савамацу)
- Наибольшее количество игр — 54 (Кадзуко Савамацу, 44—10)
- Наибольшее количество побед — 44 (Кадзуко Савамацу, 44—10)
  - В одиночном разряде — 25 (Кадзуко Савамацу, 25—5)
  - В парном разряде — 24 (Сюко Аояма, 24-4)
  - В составе одной пары — 10 (Сюко Аояма / Эри Ходзуми, 10—2)
- Самый молодой игрок — 15 лет 257 дней (Наоко Савамацу, 4 декабря 1988)
- Самый возрастной игрок — 42 года 135 дней (Кимико Датэ-Крумм, 9 февраля 2013)

## Состав в 2023 году
- Сюко Аояма
- Химено Сакацуме
- Эна Сибахара
- Моюка Утидзима
- Нао Хибино
- Эри Ходзуми
- Маи Хонтама

Капитан — Ай Сугияма

## Недавние матчи

### Плей-офф, 2023
| Япония 3 | Колизей Ариакэ, Токио, Япония 10–11 ноября 2023 Хард(i) | Колизей Ариакэ, Токио, Япония 10–11 ноября 2023 Хард(i)   | Колумбия 2 |     |   |  |
| \| \| \| \| 1 \| 2 \| 3 \| \| \| - \| \| --------------------------------------------------------- \| --- \| --- \| - \| \| \| 1 \| \| Маи Хонтама Камила Осорио \| 4 6 \| 4 6 \| \| \| \| 2 \| \| Нао Хибино Юлиана Лисарасо \| 6 2 \| 6 4 \| \| \| \| 3 \| \| Нао Хибино Камила Осорио \| 2 6 \| 0 6 \| \| \| \| 4 \| \| Маи Хонтама Мария Фернанда Эрасо Гонсалес \| 6 2 \| 6 2 \| \| \| \| 5 \| \| Сюко Аояма / Эна Сибахара Юлиана Лисарасо / Камила Осорио \| 7 5 \| 6 2 \| \| \| |                                                         |                                                           |            |     |   |  |
| |                                                         |                                                           | 1          | 2   | 3 |  |
| 1 | Флаг Японии · Флаг Колумбии                             | Маи Хонтама Камила Осорио                                 | 4 6        | 4 6 |   |  |
| 2 | Флаг Японии · Флаг Колумбии                             | Нао Хибино Юлиана Лисарасо                                | 6 2        | 6 4 |   |  |
| 3 | Флаг Японии · Флаг Колумбии                             | Нао Хибино Камила Осорио                                  | 2 6        | 0 6 |   |  |
| 4 | Флаг Японии · Флаг Колумбии                             | Маи Хонтама Мария Фернанда Эрасо Гонсалес                 | 6 2        | 6 2 |   |  |
| 5 | Флаг Японии · Флаг Колумбии                             | Сюко Аояма / Эна Сибахара Юлиана Лисарасо / Камила Осорио | 7 5        | 6 2 |   |  |